# Strandvejen (Nordsjælland)
 For alternative betydninger, se Strandvejen. (Se også artikler, som begynder med Strandvejen)
Strandvejen er en 38 km lang vej, der begynder ved Svanemøllen Station på Østerbro i København i forlængelse af Østerbrogade og løber langs Sjællands østkyst til Helsingør.

## Vejens navn
Strandvejen ses allerede på de allerældste landkort, der angiver vejforløb, og må betegnes som en af de ældste nuværende vejstrækninger i Danmark. Først omkring 1800 slog navnet Strandvejen an, ellers hed den fx Adelvejen, der fører til Helsingør og Helsingørsvejen. Et tredje navn, Sandvejen, antyder dens daværende tilstand. Folk var ved ankomst til Klampenborg ofte hvide af vejstøv. Så fik man hjælp af "børstedrengene", der for et par skilling børstede støvet af folks tøj og sko. Med sin blanding af sand og grus måtte vejen vandes om somrene. Den blev i perioder ikke brugt så hyppigt, da de store vejanlæg fra 1760'erne gav trafikanterne mulighed for at bruge de nyanlagte brede og gode veje op gennem Nordsjælland.
I vore dage begynder Strandvejen først ved Svanemøllen Station, men frem til 1858 fortsatte den helt ind til Trianglen, og fra 1859 til 1949 ind til Strandboulevarden/Jagtvej. Det er Østerbrogade, der i takt med byudviklingen har opslugt de indre dele af Strandvejen.
Tingskiftevej markerer overgangen fra by til land. I 1925 rejstes et monument netop her, skabt af billedhuggeren Jens Lund. Stenen kaldes Skelstenen, for her mødes land og by – i hvert fald billedligt talt, for der er ikke meget land over Gentofte Kommune mere.

## Sporvognslinjer
Sporvognslinje nr. 1 – tallet skyldtes at man vurderede at linjen var den vigtigste i København – løb tidligere fra Slukefter i Hellerup ad Strandvejen og Østerbrogade og fortsatte helt til Frederiksberg Runddel. Sporvognene på linjen har både været hestetrukne og elektriske. Mellem 1884 og 1892 forsøgte man desuden at bruge damp som drivkraft på en linje mellem Trianglen og Klampenborg, men det var mislykket, da disse vogne skræmte folks heste. I stedet gik man tilbage til heste, indtil man i 1903-04 elektrificerede strækningen som en del af linje 4 og fra 1908 linje 14. I 1953 blev den dog afkortet til Hellerup til fordel for den nye trolleybuslinje 27, der dog i 1971 blev omstillet til dieselbusser. Syd for Hellerup afløste de tilsvarende sporvognene i 1967.
Trafikken mellem Klampenborg og Helsingør er i mange år blevet varetaget af linje 388, tidligere 188.
I 1906 forbød man motorkørsel fra Lille Vibenhus til Rungsted Badehotel. Var man bosat i den lukkede del, kunne man søge om at måtte køre på vejen.

## Vejnummer og navngivning
Strandvejen har vejnummer 152 fra en runddel i Helsingørs havn til vejkrydset med Ring 2 (O2) i København. Lige før Svanemøllen tælles Strandvejen som gade uden vejnummer. Den har forskellige (adresse-)navne undervejs. På mange strækninger bruges navnet "Strandvejen", men på andre strækninger finder man for eksempel "Kystvejen" (ved Charlottenlund), "Humlebæk Strandvej" og "Færgevej" (i Helsingør) – men "Strandvejen" må ses som et navn for hele den samlede vej på samme måde som for eksempel Strøget i København.

## Bompenge
I Berlingske Tidende stod der 27. juni 1825, at bompengeopkrævning ved Strandvejen var påbegyndt. Man opførte et lille hyggeligt bomhus ved Slukefter. Fritaget for bompenge var ejerne af Mariendal, Hellerup og Onsgaarden; entreprenørerne Wulff og Randel ligeså ved vedligeholdelse af vejen. Fra 1847 tilfaldt bompengene amtet. Indkrævningen skabte megen uro og ufred. Der var uenighed om afgiften for arbejdsvogne og fragtvogne, og om, hvorvidt officerer skulle betale. I 1867 ville Gardehusarregimentets officerer ikke betale passagepenge, når de passerede bommen uden sabel og derfor blev formodet ikke at være i tjeneste. Krigsministeriet mente imidlertid, at officerer med og uden sabel altid var på tjenesterejse. Takstreglementet blev engang imellem ajourført. Det sidste reglement (fra 1905) fik motorkøretøjer med. I 1891 leverede bommanden forslag om, at også cyklisterne burde betale bompenge, idet han søndag den 16. august havde talt samfulde 885 cykler, der passerede bomhuset. I amtsrådet sagde man nej, for ellers måtte man også kræve betalt af folk med trillebøre og barnevogne. Til det indvendte amtmanden, at der dog ikke kom 800 trillebøre og 800 barnepiger med barnevogne ned ad Strandvejen om søndagen. - Modstanden mod bompenge medførte, at Fyn og Sjælland afskaffede ordningen i henholdsvis 1851 og 1854; men i Københavns Amt ville man ikke give slip på den indtægt. Først i 1915 blev bommen nedlagt; 31. marts var den sidste opkrævning ved Slukefter. Men allerede i 1900 var bommen og bomhuset revet ned i forbindelse med udvidelsen af vejen gennem Hellerup.

## Nævneværdige bygninger langs vejen

### IKøbenhavns Kommune
- Nr. 8-10: På denne grund lå tidligere værtshuset Svanholm. Svanemøllegaarden opførtes i 1929 af byggematadoren og grosserer Harald Simonsen, kaldet "Guld Harald", ved arkitekt Hans Dahlerup Berthelsen som led i en samlet randbebyggelse med 4 karreer ud til Strandvejen. "Guld Haralds" datter var den berygtede Erna Hamilton. I disse huse lå i 1950'erne en filial af Kjøbenhavns Handelsbank, en trikotagehandel, en slagtermester, et mejeri, en frugtforretning og en købmand i de små butikker i gadeniveau.
- Nr. 12-14: Også opført for Harald Simonsen af Dahlerup Berthelsen 1931.
- Nr. 16: Også opført for Simonsen, men af Louis Hygom 1929. Havde ikke oprindeligt kviste.
- Nr. 18: Også opført for Simonsen 1931. Her er funktionalismen slået igennem.
- Nr. 32 D: En af de nordligste villaer i Københavns Kommune. Fra 1918 i nybarok. Arkitekt: Aage Madsen. Var i 1950'erne ejet af ”Moralsk Oprustning”, der med politiske undertoner forsøgte at påvirke danskernes levevis.
- Nr. 59-63: Tre boligejendomme fra 1907, tegnet af Thorvald Gundestrup.
- Nr. 91: Her lå tidligere fra 1806 til 1904 landstedet Vilhelmsdal tegnet af den berømte C.F. Hansen. Den blev erstattet af Sankt Joseph Søstrenes Ordenssamfund fra 1905, tegnet af Martin Larsen og Christian Mandrup-Poulsen. Det klosterlignende anlæg bag de aflukkede mure består af en kirkebygning, Immaculatakirken, og tre fløje til nonnerne. Præsteboligen ligger frit på terrænet. I 1990'erne fik komplekset nye vinduer af plastic.
- Nr. 93: Her ligger Københavns Pædagogseminarium, bl.a. i smukke bygninger som blev opført i 1907 som privat landsted for grosserer Aage Heyman af arkitekt Carl Brummer.
- Nr. 101: Bebyggelsen Lille Tuborg (1932-33 af Charles I. Schou). Den funktionalistiske bebyggelse kaldes ”Tyrolerhusene” på grund af dens alpeagtige tagkonstruktion og balkonerne.
- Nr. 119: Plejehjemmet Norgesminde. Her lå tidligere landstedet af samme navn.
- Nr. 123: Her lå tidligere landstedet Store Tuborg, hvor bl.a. N.F.S. Grundtvig havde sit sidste hjem. Han boede her i fem år fra 1867, da han med sin unge kone og lille barn flyttede dertil, og her nåede han at holde væsentlige møder inden sin død i 1872. Til hans 85-års fødselsdag i 1868 mødte ca. 1.100 mennesker op i haven for at fejre ham, og der blev holdt taler fra landstedets trappe. Den gamle patriark døde på landstedet, siddende stille og roligt i sin stol i sit biblioteket i september 1872. Navnet Tuborg skyldes, at der i 1700-tallet på stedet lå et beskedent værtshus, opført af en mand, der til efternavn hed Thuesen. Efterstavelsen –borg skal derfor forstås ironisk. Store Tuborg var senere plejehjem og blev omkring 2000 ombygget til uigenkendelighed, og dets karakter af landsted forvandt helt. Enkelte af bygningerne anvendes til kontorer, andre til boliger.
- Nr. 125: Lejerbos afdeling Store Mariendal. Her lå landstedet Store Mariendal indtil 1978, hvor den nuværende bebyggelse skød op, tegnet af Thorvald Dreyer. Det sociale boligbyggeri markerer overgangen fra Købenahavns til Gentofte Kommune.

### IGentofte Kommune
- Nr. 34-36 A: Bebyggelsen Ved Eltham (1937 af Arthur Wittmaack og Vilhelm Hvalsøe). Eltham var en villa, som B&W-direktør Martin Dessau lod opføre. Han var bror til Tuborg-direktøren Benny Dessau. Villaen blev i 1937 erstattet af den nuværende bebyggelse.
- Nr. 40-54: Her lå Tuborgs Fabrikker, hvor kun 5 bygninger er bevaret fra bryggeriet. Fabrikkens berømte flaske blev opført til Den nordiske udstilling i København 1888. Flasken er 30 meter høj og indeholder angiveligt Danmarks første elevator. Den har i tidens løb stået flere forskellige steder. Tegnet af arkitekten Viggo Klein og fremstillet af træ. Tuborgflasken står faktisk ikke ude for resterne af Tuborg-bryggeriet, men i stedet lige bag en cirkel k-tank ud til Strandvejen 40. Øverst på etiketten står der ”Denne flaske stod på den store udstilling i Tivoli 1888”. Enkelte af de gamle Tuborgbygninger fra århundredeskiftet står her endnu, bygget sammen med nyt byggeri, bl.a. indkøbscentret Waterfront Shoppingcenter.
- Nr. 64: Rotunden med bl.a. en Meny er fra 1995, tegnet Henning Larsens Tegnestue.
- Nr. 102 A-102: NESAs tidligere hovedsæde fra 1934, tegnet af Helge Bojsen-Møller.
- Nr. 110-112: Den store herregårdslignende bebyggelse med gård omkring et springvand, Strandborg, er tegnet af H.P. Hedemann 1902 og opført i en frodig nationalromantisk stil.
- Nr. 140-142: Her lå de såkaldte skibsredergrunde med to kæmpevillaer på meget store grunde, Vennerslund og Strandlund. Vennerslund var beboet af etatsråd H.N. Andersen, mens naboen i Strandlund også var skibsreder, nemlig A.P. Møller. Sidstnævnte villa var opført af Vilhelm Fischer for grosserer Jacob Holmblad i 1906-07. I 1973 blev de købt af Gentofte Kommune, revet ned og erstattet af EGV-centret Strandlund med ældreboliger.
- Nr. 146: Charlottenlund Fort
- Nr. 152: Café Jorden Rundt, oprindeligt en ventesalsbygning for NESA fra 1939 af Helge Bojsen-Møller og ombygget til café 1991.
- Nr. 165: Beboelsesejendom med Hellerup Apotek (1901 af Christian L. Thuren)
- Nr. 170: Beboelsesejendom (1941 af Harald Gad og Vilhelm Groth-Hansen, præmieret af Gentofte Kommune). I dag Ungarns ambassade.
- Nr. 184: Her boede modstandsmanden Erik Nyegaard, hvis hus blev schalburgteret 18. oktober 1944 efter at Bent Faurschou-Hviid havde begået selvmord her. Det nuværende hus blev opført for Nyegaard 1946-48 af Frits Schlegel.
- Nr. 201: Herfra går Ahlmanns Allé, der blev anlagt i 1901.
- Nr. 203: Hellerup Parkhotel, oprindeligt Hellerup Klub og biografen Strandteatret, tegnet af Robert Hilliger og opført 1925-27.
- Nr. 213: Lille og Store Taffelbay, opført 1954 af Svenn Eske Kristensen som afløser for landstedet Taffelbay.
- Nr. 215: Blidah Park, den kendte parkbebyggelse tegnet af Kooperative Arkitekter og opført 1933-35. Blidah var et af strækningens mange store landsteder.
- Nr. 227-231: Ejendommen Constantia, 1932 af Hans Dahlerup Berthelsen. Constantia var et af vejens store gamle landsteder.
- Nr. 235: Skovriderkroen i Charlottenlund Skov, oprindeligt opført 1936 ved arkitekt Einar Rosenstand, der var specialist i forlystelsesbygninger. Det gamle hus i bindingsværk blev omkring 2000 ombygget til uigenkendelighed.
- Nr. 259: Villa Rydhave, nuværende bolig for USA's ambassadør og tidligere residens for Nazitysklands Rigsbefuldmægtigede i Danmark, Dr. Werner Best.
- Nr. 263: P. Carl Petersens Kollegium, oprindeligt Villa Skovbakken.
- Nr. 272A-278A: 3-4-etages boligblokke, Kildevang (1960-62 af Svend Fournais, Hans Ole Christiansen og Ammentorp & Haubroe)
- Nr. 336: Bangladeshs ambassade.
- Nr. 407: Villa Belvedere, ombygget 1870 for Isaac W. Heyman af H.S. Sibbern. Fredet.
- Nr. 415-417: Bebyggelsen Ved Bellevue Bugt, et sent værk (1961) af Arne Jacobsen.
- Nr. 419-433: Bellavista, opført 1934-37 af Arne Jacobsen. Et hovedværk i dansk funktionalistisk arkitektur. Fredet.
- Nr. 449-451: Bellevue Teatret, ligeledes af Arne Jacobsen. Fredet.

### ILyngby-Taarbæk Kommune
- Nr. 506 & 550: Gule og Røde Cottage (1845, tegnet af Gottlieb Bindesbøll, fredet 1978, dele af Klampenborg Vandkur-, Brønd- og Badeanstalt)
- Nr. 724: Stokkerup (1933-34 af Henning Hansen for farmaceut Bøje Benzon)
- Nr. 781: Taarbæklund (1890'erne, ombygget 1930 af Povl Baumann for grosserer Christen Daell)
- Nr. 787: Nødebo, opr. Villa Solhejm (1908 af Cosmus Bræstrup for etatsråd, konsul Carl Norstrand)
- Nr. 801: Opført ca. 1900.
- Nr. 808: Strandmøllekroen (1850)
- Nr. 819: Tvende Hus (1921)
- Nr. 855: Villa (1941 af Ernst Kühn, præmieret af kommunen)
- Nr. 859: Hegnslund (1914-15 af Henning Hansen for forlægger Frederik Hegel, fredet)
- Nr. 863: Strandmøllebakken (1916 af Valdemar H. Hammer for læderfabrikant Frederik Salomonsen)
- Nr. 881: Fra 1895 og 1919.
- Nr. 895: Strandmøllen

### IRudersdal Kommune
- Nr. 125: Grevinde Danners Palæ
- Nr. 139: Skodsborg Badesanatorium
- Nr. 151: Skodsborg Strandhave (1982-83 ved Friis og Moltke). Her lå tidligere Dansk Hattefabrik.
- Nr. 240-246: Villa Birkeborg, opført 1909-1910, nedrevet 1961-1966. Nu omdannet til strandpark (Struckmannparken).
- Nr. 301-303: Landstedet Rolighed

### IHørsholm Kommune
- Nr. 107: Rungstedgård
- Nr. 111: Rungstedlund
- Nr. 129: Ewalds høj
- Nr. 219: Sophienberg Slot
- Nr. 302: Mikkelborg

### IFredensborg Kommune
- Nr. 13: Louisiana
- Nr. 21A: Humlebæk Kirke

### IHelsingør Kommune
- Nr. 336D: Egebæksvang Kirke
- Nr. 104: Officerenkeshjem, nu boligejendom, opført for Ville Heise, Snekkersten (1904-05 ved Hans J. Holm)